# Acuerdos de Argel (2006)
Los Acuerdos de Argel para la restauración de la paz, la seguridad y el desarrollo en la región de Kidal son acuerdos que establecen las modalidades de desarrollo en el norte de Malí. Permiten un retorno a una normalización de las relaciones entre la 8 región de Malí, la zona de Menaka y el estado de Malí. Se firman tras la Rebelión tuareg de 2006 en Kidal y Ménaka en Mali . 
Se concluyeron en Argel el 4 de julio de 2006 firmados entre: 
- representantes del estado maliense;
- representantes de la Alianza Democrática del 23 de mayo para el cambio .

Fueron negociados bajo la mediación de Argelia . 

## Acuerdos impugnados
Las organizaciones no gubernamentales malienses, agrupadas en el Consejo de Concertación y Apoyo a las ONG en Mali (CCA-ONG), critican este acuerdo. "Consideran que existe el riesgo de erosión de la autoridad del Estado, que los acuerdos de Argel constituyen un medio de trasladar el problema a tiempo y no una solución duradera como se recomienda en el preámbulo". Lamentan que estos acuerdos den la espalda al Pacto Nacional firmado el 11 de abril de 1992 entre el gobierno de la República de Malí y los Movimientos y Frentes unificados del Azawad.
La Asamblea por Malí (en francés Rassemblement pour le Mali RPM), partido político del ex primer ministro y presidente de la Asamblea Nacional, Ibrahim Boubacar Keïta, también rechaza este acuerdo por considerar que no respeta el principio de unidad nacional. El RPM interpeló a la Corte Constitucional considerando que el texto del acuerdo no respeta la Constitución de Mali.

## Seguimiento de los acuerdos
El 5 de noviembre de 2009 , la Asamblea Nacional de Malí aprobó la ley relativa a la creación de un fondo de inversión, desarrollo y reintegración socioeconómica para las regiones del norte de Malí por 127 votos a favor, 0 en contra y 2 abstenciones. Este fondo está destinado a financiar 39 proyectos y programas de desarrollo en las regiones de Kidal, Gao y Tombuctú por más de 700 milliards francos CFA . Esta ley responde a un compromiso hecho por el gobierno de Malí durante estos acuerdos.